# المتوسط للملاحة والخدمات
المتوسط للملاحة والخدمات (بالإنجليزية: MIDTRANS SHIPPING & SERVICES)‏ هي شركة تجارية سورية تقدم خدمات الشحن دولياً. أُسست في عام 1998 لشحن المعدات و المشاريع الضخمة. قامت الشركة بتوسيع نشاطتها في العالم كله سنة 2000. وكانت الشركة أكثر اهتماماً بالتوصيلات البحرية والقارية، ولكن دخول الشركة في مجال النقل البحري واستئجار البواخر دفعتهم لفتح فروع خارجية في الصين، الإمارات العربية المتحدة، تركيا. توسعت المتوسط بقوة في بلدان لم تتمكن أي شركة خدمية قبل سنة 2004 سورية أخرى من الوصول إليها كالكتلة الشرقية وفيتنام وجمهورية الصين الشعبية.

## مراكز شرفية وعضويات
- عضو في المنظمة العالمية لشبكات الشحن دبليو سي أي[2]، منذ 2004.
- عضو في المنظمة العالمية لشبكات الشحن بي بي أل[3]، منذ 2013.
- عضو ومؤسس منتدى رجال الأعمال العرب[4] في الصين، منذ 2013.
- عضو في المنظمة العالمية لشبكات الشحن بلانت نيتورك، منذ 2017.
- عضو في المنظمة العالمية لشبكات الشحن ايس اند ويست،[5] منذ 2017.
- عضو في المنظمة العالمية لشبكات الشحن لنقل المشاريع جي بي أل أن[6]، منذ 2016.
- عضو في المنظمة العالمية لشبكات الشحن دبليو دبليو بي سي، منذ 2016.
- عضو في الجمعية السورية جمعية مالكي مكاتب الشحن، منذ 2005.

يذكر ان الشركة عضو ناشط في الاتحاد الدولي لرابطات وكلاء الشحن FIATA